# 山王信号場
山王信号場（さんのうしんごうじょう）は、愛知県名古屋市中川区露橋1丁目にある東海旅客鉄道（JR東海）中央本線の信号場である。
中央本線金山駅 - 名古屋駅間において東海道本線貨物支線（通称：名古屋港線）の名古屋港駅へ向かう路線を分岐するために設置された。

## 歴史
中央本線の複線化にともない、並行する東海道本線貨物支線（名古屋港線）を下り線として流用したことから、その分岐点および単線複線の接続点として設置されたものである。名古屋港線自体は、1911年（明治44年）から存在していた。
現在では所属路線たる東海道本線から直には入れない構造となっているが、これは1937年（昭和12年）の名古屋駅改築移転によるルート変更で東海道本線・中央本線が入れ替わった結果である。
従前の配置では中央本線が名古屋駅構内で一番東側（東海道本線上で山側）にあり、現在の当信号場あたりから先、名古屋駅までの間は東海道線の本線と名古屋港線とが並走する形であった。

### 年表
- 1962年（昭和37年）10月10日：中央本線と東海道本線貨物支線の分岐点として設置[1]。
- 1964年（昭和39年）3月2日：金山 - 山王信号場間が複線化。
- 1987年（昭和62年）4月1日：国鉄分割民営化によりJR東海が継承[1][2]。
- 2024年（令和6年）4月1日：名古屋港線が廃止。

## 構造
複線・電化の中央本線から単線・非電化の名古屋港線を分岐する形になっており、名古屋方面（中央本線上り線）へ向かう線路から分岐するため、塩尻方面（中央本線下り線）へ向かう線路からも名古屋港線に入線できるよう、上下線間の渡り線も設けられている。また、信号場の上を跨ぐ格好でソフトバンク（旧日本テレコム→ソフトバンクテレコム）名古屋センターがある（画像奥に写っている白い建物のこと）。

## 周辺
近隣に東海道本線尾頭橋駅がある。1995年に同駅が設置されるまでは、山王信号場から少し貨物支線を行った先にナゴヤ球場正門前駅が設けられ、ナゴヤ球場で中日ドラゴンズの野球試合が行われる時に臨時列車が設定された。

## 隣の施設
東海旅客鉄道（JR東海）
CF 中央本線
金山駅 - 山王信号場 - 名古屋駅

### かつて存在した路線
日本貨物鉄道（JR貨物）
東海道本線貨物支線（名古屋港線）
山王信号場 - 八幡信号場